# Могилёвская епархия
Могилёвская епархия (бел. Магілёўская епархія) — епархия Белорусского экзархата Русской православной церкви.
Учреждена первоначально в 1632 году; восстановлена 6 июля 1989 года. Объединяет приходы и монастыри Русской православной церкви на территории 15 районов Могилёвской области: Белыничского, Горецкого, Дрибинского, Климовичского, Краснопольского, Кричевского, Круглянского, Костюковичского, Могилёвского, Мстиславского, Славгородского, Хотимского, Чаусского, Чериковского, Шкловского.
Правящий архиерей с 7 октября 2002 — Софроний (Ющук), архиепископ Могилёвский и Мстиславский.
Кафедральные соборы — Спасо-Преображенский собор (Могилёв), Александро-Невский собор (Мстиславль).

## История
Учреждена 11 ноября 1632 года выделением из Полоцкой епархии.
После Первого раздела Речи Посполитой в 1772 году на присоединенных к Российской Империи территориях была образована Могилёвская, Мстиславская и Оршанская епархия. Управление по российскому образцу было введено в епархии в 1774 году. Во главе епархии стоял епископ, подчиненный Синоду. При его кафедре была Духовная консистория — исполнительный, совещательный и отчасти судебный орган.
С 3 октября 1783 — архиепископия.
Пресеклась в 1937 году. Была замещена в период оккупации Белоруссии. С середины 1940-х годов объединена с Минской епархией.
Восстановлена 6 июля 1989 года.
24 декабря 2004 года из состава Могилёвской епархии выделена самостоятельная Бобруйская епархия.
Существует три описания Могилёвской епархии.
Первые два, неопубликованные, хранятся в РГИА в фонде Архива Святейшего Синода. Это «Сведения или Описание церквей Могилёвской епархии, учинённые калужского кафедрального собора протоиереем Симеоном Зверевым», ― здесь даётся состояние епархии на 1830 год. Само описание составлено в 1832 году. В 1852 году профессором Могилёвской духовной семинарии коллежским асессором С. И. Соколовым подготовлена рукопись «История Могилёвской православной епархии с биографиею всех бывших в ней архиереев от учреждения её (1632) до настоящего времени». Любопытны названия глав данной работы: «Козни папистов», «Дерзость жидов в отношении к православным», «Гнусные поступки ксендза Овлочинского» и др. В рукописи приводятся документы конца XVI-начала XVII века из архива Могилёво-Братского монастыря. Третья история епархии издана, это ― «Могилёвская епархия: Историко-статистическое описание. Т. 1. Вып 1-3. Могилёв, 1905—1910».

## Исторические названия
- Оршанская, Мстиславская и Могилёвская с 11 ноября 1632
- Могилёвская, Мстиславская и Оршанская с 25 декабря 1772
- Могилёвская и Полоцкая с 21 января 1795
- Белорусская-Могилёвская с 12 сентября 1797
- Могилёвская и Витебская с 16 декабря 1803
- Могилёвская и Мстиславская с 12 мая 1833
- Могилёвская и Гомельская с 6 июля 1989
- Могилёвская и Мстиславская с 20 июля 1990

## Епископы
- Иосиф (Бобрикович) (1632 — 9 апреля 1635)
- Сильвестр (Коссов) (август 1635 — 18 января 1649)
- Иосиф (Кононович-Горбацкий) (2 мая 1650 — 25 февраля 1653)
- Мефодий (Филимонович) (4 марта 1661 — 1668) ставленник Москвы
- Иосиф (Нелюбович-Тукальский) (3 августа 1661 — 4 марта 1664) ставленник Киева
- Феодосий (Василевич) (1669 — 11 марта 1677)
- Серапион (Полховский) (30 сентября 1697 — февраль 1704)
- Сильвестр (Четвертинский) (1707 — 18 февраля 1728)
- Арсений (Берло) (8 июля 1729 — 28 января 1733)
- Иосиф (Волчанский) (30 декабря 1735 — 1 сентября 1742)
- Иероним (Волчанский) (2 октября 1744 — 14 октября 1754)
- Георгий (Конисский) (20 августа 1755 — 13 февраля 1795)
- Афанасий (Вольховский) (5 марта 1795 — 27 августа 1797)
- Иларион (Кондратовский) (1 сентября — 24 октября 1797)
- Анастасий (Романенко-Братановский) (20 декабря 1797 — 20 декабря 1805)
- Варлаам (Шишацкий) (20 декабря 1805 — 1 мая 1813)
- Даниил (Натток-Михайловский) (6 июля 1813 — 31 мая 1821)
- Иоасаф (Сретенский) (7 июля 1821 — 1 марта 1827)
- Павел (Павлов-Морев) (19 марта 1827 — 7 августа 1831)
- Гавриил (Городков) (26 августа 1831 — 18 июля 1837)
- Смарагд (Крыжановский) (15 июня 1837 — 6 апреля 1840)
- Исидор (Никольский) (19 апреля 1840 — 12 ноября 1844)
- Анатолий (Мартыновский) (22 ноября 1844 — 17 июля 1860)
- Евсевий (Орлинский) (29 августа 1860 — 6 октября 1882)
- Виталий (Гречулевич) (6 октября 1882 — 14 мая 1885)
- Сергий (Спасский) (7 июня 1885 — 21 ноября 1892)
- Павел (Вильчинский) (21 ноября — 19 декабря 1892)
- Ириней (Орда) (19 декабря 1892 — 17 июля 1893)
- Евгений (Шершилов) (17 июля 1893 — 10 августа 1896)
- Мисаил (Крылов) (10 августа 1896 — 29 апреля 1904)
- Стефан (Архангельский) (29 апреля 1904 — 4 октября 1911)
- Константин (Булычёв) (4 октября 1911 — май 1922))
- Нифонт (Фомин) (1922 — декабрь 1924)
- Никон (Дегтяренко) (6 декабря 1924 — 5 октября 1927)
- Иоасаф (Шишковский-Дрылевский) (1927 — 22 августа 1928)
- Феодосий (Вощанский) (24 апреля 1929 — 13 августа 1930)
- Пётр (Соколов) (13 августа — 5 сентября 1930)
- Феодосий (Вощанский) (5 сентября 1930 — апрель 1933)
- Павлин (Крошечкин) (16 июня 1933 — январь 1936)
- Иоасаф (Жевахов) (29 июня 1934—1936)
- Александр (Раевский) (16 октября 1936 — 3 сентября 1937)
- Филофей (Нарко) (1942—1944)
- Максим (Кроха) (6 июня 1989 — 27 февраля 2002)
- Филарет (Вахромеев) (28 февраля — 4 июля 2002) в/y, митр. Минский
- Софроний (Ющук) (7 октября 2002)

## Благочиния
По состоянию на октябрь 2022 года епархия разделена на 8 благочинных округов:
- Могилёвское городское благочиние
- Могилёвское районное благочиние
- Горецкое благочиние
- Климовичское благочиние
- Мстиславское благочиние
- Чауское благочиние
- Чериковское благочиние
- Шкловское благочиние

## Монастыри
На территории епархии действуют 2 монастыря Русской Православной Церкви:
- Свято-Никольский женский монастырь (г. Могилёв)
- Пустынский Свято-Успенский мужской монастырь (Мстиславский район)